# Trichomyia uncinata
Trichomyia uncinata är en tvåvingeart som beskrevs av Duckhouse 1978. Trichomyia uncinata ingår i släktet Trichomyia och familjen fjärilsmyggor. Inga underarter finns listade i Catalogue of Life.